# Соломко, Пётр Иванович
Пётр Иванович Соломко (род. 12 июля 1938, г. Енакиево, Донецкая область, УССР, СССР) — российский и советский государственный деятель.

## Биография

### Образование
В 1960 окончил Львовский политехнический институт (Львовская политехника)

### Карьера
- с 1960 по 1967 — мастер, инженер-механик, старший инженер, начальник цеха Электростальского котельно-механического завода Минхимпрома.

- с 1967 по 1973 — директор Серебрянского завода неорганических производств Минхимпрома.

- с 1973 по 1989 — заместитель начальника Всесоюзного государственного хозрасчетного объединения по производству неорганических продуктов, начальник Всесоюзного промышленного объединения по производству технических газов, начальник Производственного управления - член Коллегии, начальник Главного производственного управления Минхимпрома.

- с 1989 по 1990 — заместитель председателя Государственной агрохимической ассоциации.

- с 1990 по 1991 — заместитель председателя Госснаб СССР.

- в 1991 — Первый заместитель Министра материальных ресурсов СССР.

- в 1991 — Руководитель Комиссии по материально-техническому обеспечения народного хозяйства СССР в ранге министра.[1]

- с 1992 по 1998 — после распада СССР руководил биржей химических товаров, и рядом других коммерческих структур.

- с 1998 по 2000 — Вице-Президент Союза производителей, потребителей и экспортеров минеральных удобрений и другой химической и агрохимической продукции (Агрохим-Союз).

- с 2000 — Президент Московской Ассоциации химиков.[2]

Автор патентов по вопросам дорожно-эксплуатационного производства. 

## Награды, звания
- Орден Знак Почёта
- Орден Трудового Красного Знамени
- Орден Октябрьской Революции
- Почетный химик СССР
- Заслуженный химик России